# Ray Kelly
Ray Kelly (ur. w kwietniu 1953 w Tyrrellspass w hrabstwie Meath) – irlandzki duchowny rzymskokatolicki i piosenkarz.

## Życiorys
W latach 70. podjął pracę jako urzędnik w Dublinie. Od 1983 do 1985 kształcił się w seminarium duchownym w Corku. W 1989 przyjął święcenia kapłańskie. Dołączył do towarzystwa misyjnego Kiltegan Fathers, pracował w Południowej Afryce i Stanach Zjednoczonych. W 1993 powrócił do Irlandii. W 2006 został mianowany proboszczem parafii St. Brigid′s & St. Mary′s w Oldcastle.
Śpiewać zaczął jeszcze w czasie studiów w młodzieżowym zespole Rafiki. Rozpoznawalność i popularność zyskał w 2014 po opublikowaniu na portalu YouTube nagrania ze ślubu, podczas którego wykonał własną aranżację utworu „Hallelujah” Leonarda Cohena. Oryginalne nagranie na YouTube w 2016 przekroczyło 50 milionów wyświetleń.
W 2014 wytwórnia Universal Music Group wydała jego pierwszy album zatytułowany Where I Belong, a w 2015 drugą płytę An Irish Christmas Blessing zawierającą muzykę świąteczną. W 2018 wziął udział w 12. edycji programu Britain’s Got Talent.